# Калілув
Калілув (пол. Kaliłów) — село в Польщі, у гміні Біла Підляська Більського повіту Люблінського воєводства.
Населення — 212 осіб (2011).
У 1975-1998 роках село належало до Білопідляського воєводства.

## Демографія
Демографічна структура станом на 31 березня 2011 року:
|          | Загалом | Допрацездатний вік | Працездатний вік | Постпрацездатний вік |
| -------- | ------- | ------------------ | ---------------- | -------------------- |
| Чоловіки | 96      | 19                 | 66               | 11                   |
| Жінки    | 116     | 21                 | 68               | 27                   |
| Разом    | 212     | 40                 | 134              | 38                   |